# Соверія-Сімері
Соверія-Сімері (італ. Soveria Simeri, сиц. Suverìa de Sìmmari) — муніципалітет в Італії, у регіоні Калабрія,  провінція Катандзаро.
Соверія-Сімері розташована на відстані близько 490 км на південний схід від Рима, 10 км на північний схід від Катандзаро.
Населення — 1577 осіб (2014).
Щорічний фестиваль відбувається 7 серпня. Покровитель — San Donato (vescovo e martire).

## Демографія
Населення за роками:

Станом на 1 січня 2023 року в муніципалітеті офіційно проживало 57 іноземців з 13 країн, серед них 14 громадян країн Євросоюзу та 1 громадянин України.

## Сусідні муніципалітети
- Селлія
- Селлія-Марина
- Сімері-Крикі
- Цагаризе